# Papa Ilarie
Papa Ilarie (n. 415 d.Hr., Sardinia, Italia – d. 29 februarie 468 d.Hr., Roma, Imperiul Roman) a fost papă al Romei din 19 noiembrie 461 până la moartea sa.

## Viața
Arhidiaconul de origine sardă Ilarie a fost delegatul papei Leon cel Mare la al doilea conciliu de la Efes (449). Acolo a luat apărarea patriarhului Flavian al Constantinopolului, care a fost destituit în cele din urmă, apoi reabilitat postum.
Destituirea lui Flavian a fost pusă la cale de patriarhul Dioscurus al Alexandriei, care a încercat să-l împiedice pe Ilarie să se întoarcă la Roma sau la Constantinopol. Din această cauză Ilarie a avut dificultăți în a-i aduce papei Leon noutățile privind rezultatul conciliului.

## Activitatea
A fost ales papă al Romei pe 17 noiembrie și consacrat în data de 19 noiembrie 461. 
Ca papă, Ilarie a continuat politica predecesorului său, Leon cel Mare, care în disputa cu episcopul Ilarie de Arles⁠(en)[traduceți] în privința  provinciei romane Galia, a obținut de la împăratul Valentinian al III-lea faimosul edict (445) prin care recunoștea supremația Episcopului Romei asupra tuturor celorlalți episcopi (primatul papal). La Narbonne arhidiaconul Hermes a fost numit episcop de predecesorul său și instalat fără aprobarea expresă a papei Leon. Papa Ilarie a convocat un conciliu în 462 care l-a confirmat pe Hermes ca episcop titular, care își păstra atribuțiile de mitropolit. Celelalte decizii ale sale au fost exprimate în enciclica, ce avea scopul de a crește disciplina în biserică: Episcopul de Arles putea convoca anual un conciliu (sinod), dar toate chestiunile importante trebuiau prezentate Scaunului Papal. Nici un episcop nu putea pleca din dieceza (eparhia) sa, fără  permisiunea scrisă din partea mitropolitului său, având însă dreptul de apel la episcopul din Arles. După o investigație episcopii galici, au decis să respecte dreptul asupra parohiilor cerute de Leontius, episcop de Arles, ca aparținând jurisdicției sale. O altă decizie era asupra proprietății bisericii, care nu putea fi înstrăinată, până ce un conciliu nu examina cauza vânzării.
Scurt timp după acest conflict papa Ilarie s-a găsit implicat într-o altă ceartă jurisdicțională. În anul 463 Mamertus, arhiepiscop de Vienne, a fost consacrat ca episcop de Die, deși această biserică, după un decret al papei Leon I, aparținea diecezei mitropolitane de Arles. Când a ajuns la urechea papei Ilarie acest lucru, l-a însărcinat pe episcopul de Arles, Leontius, să convoace un mare sinod al episcopilor din câteva provincii, pentru a investiga problema creată.